# 악마가 너의 이름을 부를 때
《악마가 너의 이름을 부를 때》는 2019년 7월 31일부터 2019년 9월 19일까지 방송된 tvN 수목드라마이다. 요한 볼프강 폰 괴테의 《파우스트》가 모티브이다.

## 줄거리
악마에게 영혼을 판 스타 작곡가 하립이 영혼 계약 만료를 앞두고 자신이 누렸던 부와 성공이 한 소녀의 재능과 인생을 빼앗아 얻은 것임을 알고 소녀와 자신, 그리고 그 주변의 삶을 회복시키고 삶의 정수를 깨닫는 이야기.

## 등장 인물

### 주요 인물
- 정경호 : 하립 / 서동천 역 - 스타 작곡가. 실제 모습은 56세의 무명 가수
- 박성웅 : 모태강 / 류 역 (아역 : 남다름) - 타의 추종을 불허 하는 악마적 연기로 유명한 톱스타 배우
- 이설 : 김이경 역 - 뒤로 자빠져도 코가 깨지는 불운의 아이콘. '싱어송라이터
- 이엘 : 지서영 역 - 소울엔터테인먼트 대표

### 하립의 주변 인물
- 오의식 : 강하 / 정인석 역 - 하립의 동거인. 3년 전, 하립이 길에서 주워온 군식구

### 모태강의 주변 인물
- 윤경호 : 강필성 역 - 모태강의 현 비서이자 매니저

### 이경의 주변 인물
- 손지현 : 유동희 역 - 이경의 베스트 프렌드
- 김원해 : 공수래 역 - 이경이 일하는 카페 주인
- 소희정 : 정선심 역 - 이경의 엄마
- 정기섭 : 김택상 역 - 이경의 의붓아버지. 10년째 사지 마비로 누운 채 세상의 모든 소리들을 생생하게 듣고 있음
- 임지규 : 김경수 역 - 지구대 경찰. 이경의 과거를 아는 인물이자 이경의 배다른 오빠

### 소울엔터
- 김형묵 : 이충렬 / 악마 류 역 (젊은 시절 : 최우혁) - 소울엔터 공동대표. 과거 서동천과의 듀오 밴드의 멤버
- 송강 : 루카 / 예성호 역 (아역 : 김예준) - 동유럽 몬테네그로에서 온 하립의 신예 어시스턴트
- 이화겸 : 주라인 역 - 파워풀한 댄스 실력을 자랑하는 걸 그룹 출신 아이돌 디바. 강한 자기 애와 티 없이 해맑은 성정의 소유자
- 정원영 : 시호 역 - 원조 아이돌 그룹 소울리버 출신, 현재는 솔로 댄스 가수로 활약 중. 하립이 발굴하고 하립이 키워낸 톱 스타. 자칭 하립의 소울메이트

### 그 외 인물
- 오재균 : 오경사 역
- 박윤 : 고상희 역 - 소울엔터의 팀장
- 강훈 : 쇠 파이프를 휘두른 남자 역
- 최유송 : 예정아 역 - 루카 친모
- 이채빈 : 강과장 딸 역
- 류혜린 : 강하 동생 역
- 권혁범 : 배우 역
- 박선아 : 김박사 역
- 유지연 : 강과장 부인 역

### 특별출연
- 김재건
- 남명렬 : 송연모 회장 역
- 송영재 : 백돌할배 역
- 신담수 : 음주운전자 역
- 이봉련 : 간호사 역
- 문지애 : 사회자 역
- 김학선
- 신정만 : 노숙자 역
- 이화영
- 손승훈
- 박서랑
- 박성일
- 최종훈
- 문경주
- 네이처
- 이국주 : 영혼계약자 역
- 남우현
- 에버글로우 : 소울 엔터테인먼트 소속 가수 역
- 이정은 : 중년부부 역
- 이한위 : 중년부부 역
- 김예준 : 어린 루카 역
- 이용주 : 동희 남자친구 역
- 권혁
- 스테파니
- 이상희

### 우정출연
- 홍원기

## 촬영지
- 더 스테이힐링파크
- 춘천대교
- 그랜드 하얏트 인천
- 남한산성아트홀
- 샛강 문화다리
- 서니구락부
- 지유가오카브레드 인천송도점
- 홍대 걷고 싶은 거리
- 벽초지문화수목원
- 청계사
- 더 힐스토리
- 까루테

## 시청률
최저 시청률과 최고 시청률은 시청률 조사회사와 지역별로 시청률에 차이가 있을 수 있습니다.
| 2019년      | 2019년      | 2019년         | 2019년       | 2019년         |
| 회차        | 방송일      | AGB 시청률     | AGB 시청률   | TNmS 시청률    |
| 회차        | 방송일      | 대한민국(전국) | 서울(수도권) | 대한민국(전국) |
| ----------- | ----------- | -------------- | ------------ | -------------- |
| 제1화       | 7월 31일    | 3.066%         | 3.759%       | 3.5%           |
| 제2화       | 8월 1일     | 2.560%         | 3.264%       | 3.2%           |
| 제3화       | 8월 7일     | 2.530%         | 3.348%       |                |
| 제4화       | 8월 8일     | 2.161%         | 2.742%       | 2.7%           |
| 제5화       | 8월 14일    | 1.907%         | 2.465%       |                |
| 제6화       | 8월 15일    | 2.120%         | 2.483%       | 2.4%           |
| 제7화       | 8월 21일    | 1.937%         | 2.207%       |                |
| 제8화       | 8월 22일    | 2.087%         | 2.632%       |                |
| 제9화       | 8월 28일    | 2.037%         | 2.517%       |                |
| 제10화      | 8월 29일    | 1.613%         | 1.919%       |                |
| 제11화      | 9월 4일     | 1.844%         | 2.396%       |                |
| 제12화      | 9월 5일     | 1.624%         | 2.135%       |                |
| 제13화      | 9월 11일    | 1.369%         | 1.712%       |                |
| 제14화      | 9월 12일    | 0.945%         |              |                |
| 제15화      | 9월 18일    | 1.581%         | 1.853%       |                |
| 제16화      | 9월 19일    | 1.597%         | 2.307%       |                |
| 평균 시청률 | 평균 시청률 | 1.936%         |              |                |

## 수상 및 후보
| 연도 | 시상식                      | 부문              | 수상작(자) | 결과 | 출처 |
| ---- | --------------------------- | ----------------- | ---------- | ---- | ---- |
| 2019 | 제12회 코리아 드라마 어워즈 | 남자 최우수연기상 | 정경호     | 후보 |      |

## 같이 보기
- 대한민국의 텔레비전 드라마 목록 (ㅇ)
- 2019년 대한민국의 텔레비전 드라마 목록